# Hayazō Itō
Hayazō Itō (jap. 伊藤 隼三 Itō Hayazō; ur. 9 maja 1865 w Tottori, zm. 1929) – japoński chirurg. 
Studiował na Tokijskim Uniwersytecie Cesarskim, który ukończył w 1889. W 1890 uzyskał tytuł doktora nauk medycznych. W 1891 założył prywatny szpital w Tottori. W 1893 został dyrektorem szpitala w Yonago, a w 1894 szpitala w Sapporo. Między 1896 a 1899 studiował w Niemczech u Theodora Kochera i w Szwajcarii. Po powrocie do Japonii w 1900 otrzymał katedrę chirurgii na Kyoto Imperial University. Odszedł na emeryturę w 1921.
Opracował, niezależnie od Johna Reenstierny, test na rozpoznanie infekcji pałeczką wrzodu miękkiego, polegający na podskórnym wstrzyknięciu zabitych kolonii bakterii. Uważany jest za pioniera neurochirurgii i chirurgicznego leczenia padaczki w Japonii. 